# Campbeltown Cross

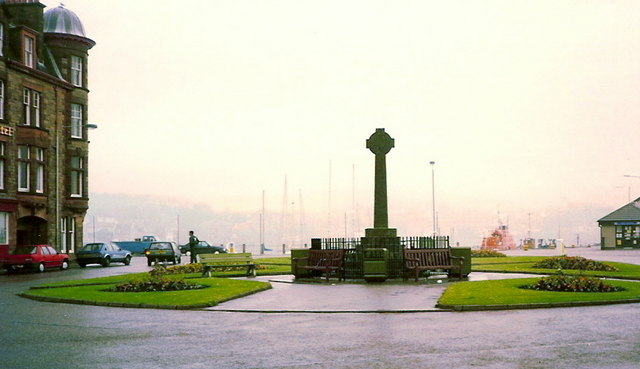
Campbeltown Cross

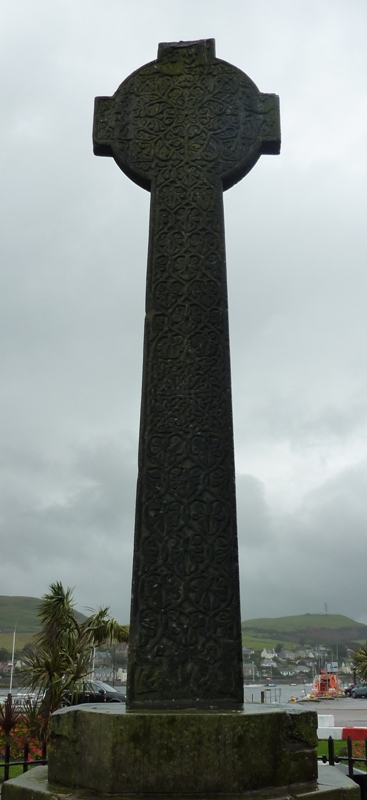
Detailansicht der Rückseite

Das Campbeltown Cross ist ein steinernes Keltenkreuz in der schottischen Stadt Campbeltown auf der Halbinsel Kintyre in der Council Area Argyll and Bute. Es steht auf einem kleinen Platz in Hafennähe am Campbeltown Loch. Das Kreuz ist als Scheduled Monument klassifiziert.

## Geschichte
Wann das Kreuz genau gefertigt wurde, kann nicht mehr nachvollzogen werden. Es wird jedoch von einer Herstellung um das Jahr 1380 ausgegangen. Wie es bei vielen Kreuzen in Schottland der Fall ist, befindet sich auch das Campbeltown Cross nicht mehr an seinem ursprünglichen Ort. Anhand seiner Inschrift: HEC EST CRVX D / OMINI YUARI M(AC)H / EACHYRNA QVO(N)D / AM RECTORIS DE / KYIKECAN ET DO / MINI ANDREE NAT / I EIVS RECTORIS / DE KILCOMAN Q / VI HANC CRVCE(M) / FIERI FACIEBAT („Dies ist das Kreuz des Herrn Ivor MacEachern, einst Pfarrer von Kylkecan, und von seinem Sohn Andrew, Pfarrer von Kylkecan, der seine Herstellung veranlasste“) erscheint es plausibel, seinen Ursprung in der Ortschaft Kylkecan zu vermuten, welche jedoch unbekannt ist. Da die Inschrift in Lombardischen Versalien, in denen sich die Buchstaben „C“ und „V“ ähneln, geschrieben ist, könnte Kylkevan, heute Kilkivan, gemeint sein, das unweit von Campbeltown nahe Machrihanish gelegen ist. Dort existierte bis 1376 ein Pfarrer, der dann die Kilchoman Church auf Islay übernahm und 1382 verstarb. Es kann somit davon ausgegangen werden, dass es nach seinem Tode gefertigt und auf dem Friedhof von Kilkivan aufgestellt wurde. Nach Gründung von Campbeltown im Jahre 1609 wurde das Kreuz dann dort als Marktkreuz gegenüber dem Rathaus aufgestellt. Während des Zweiten Weltkriegs wurde es zum Schutz des Objekts abgebaut und eingelagert und anschließend an seinem heutigen Standort wiederaufgerichtet.

## Beschreibung
Das Campbeltown Cross besteht aus bläulich-grünem Chloritschiefer, der möglicherweise aus der Gegend um Loch Sween stammt. Es weist eine Höhe von 3,3 m bei einer Breite von 46 cm und einer Tiefe von 13 cm an der Basis auf. Am Kopf ist es etwas schmaler und flacher. Es steht auf einem mehrstufigen oktogonalen Podest. Auf der Vorderseite sind neben der zehnzeiligen Inschrift verschiedene religiöse Figuren eingraviert; außerdem ein Blätter- und Rankenmotiv mit zwei Tieren. Die Rückseite zeigt ebenfalls Blätter und Ranken, jedoch auch eine Meerjungfrau mit Tieren.